# Riemann-Kaserne

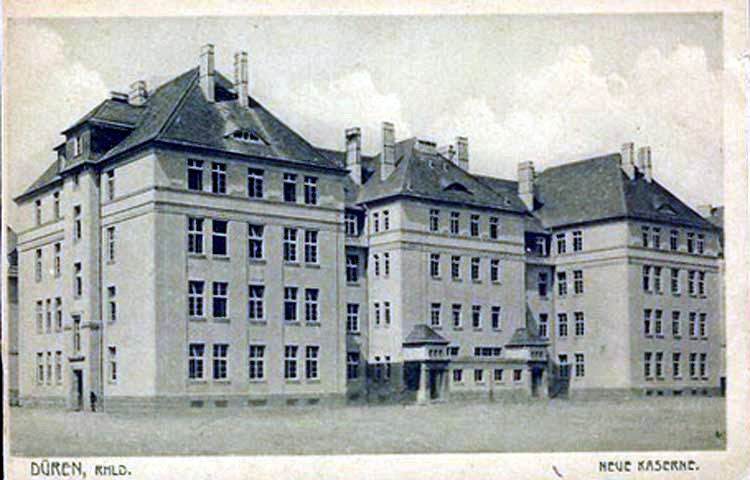
Die Kaserne im Jahr 1914
in einer Postkartenansicht

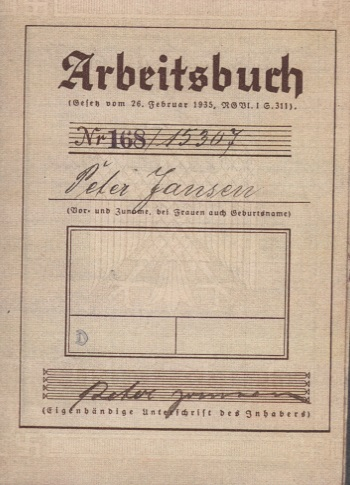
Arbeitsbuch
des Inhabers Peter Jansen …

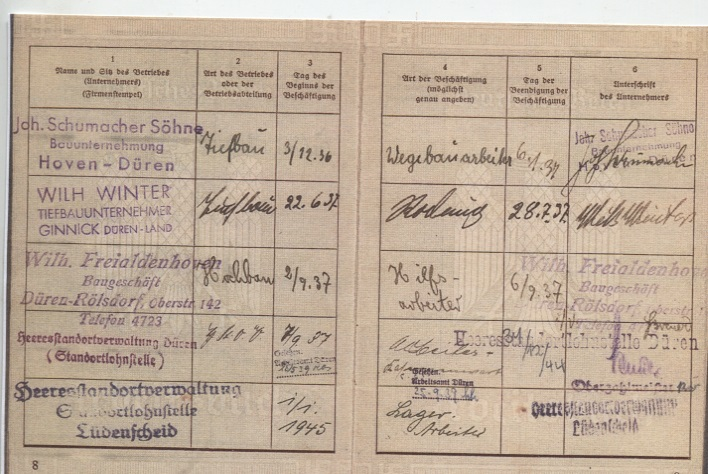
… Kasernenwart der Riemann-Kaserne vom 7. September 1937 bis 31. Dezember 1944

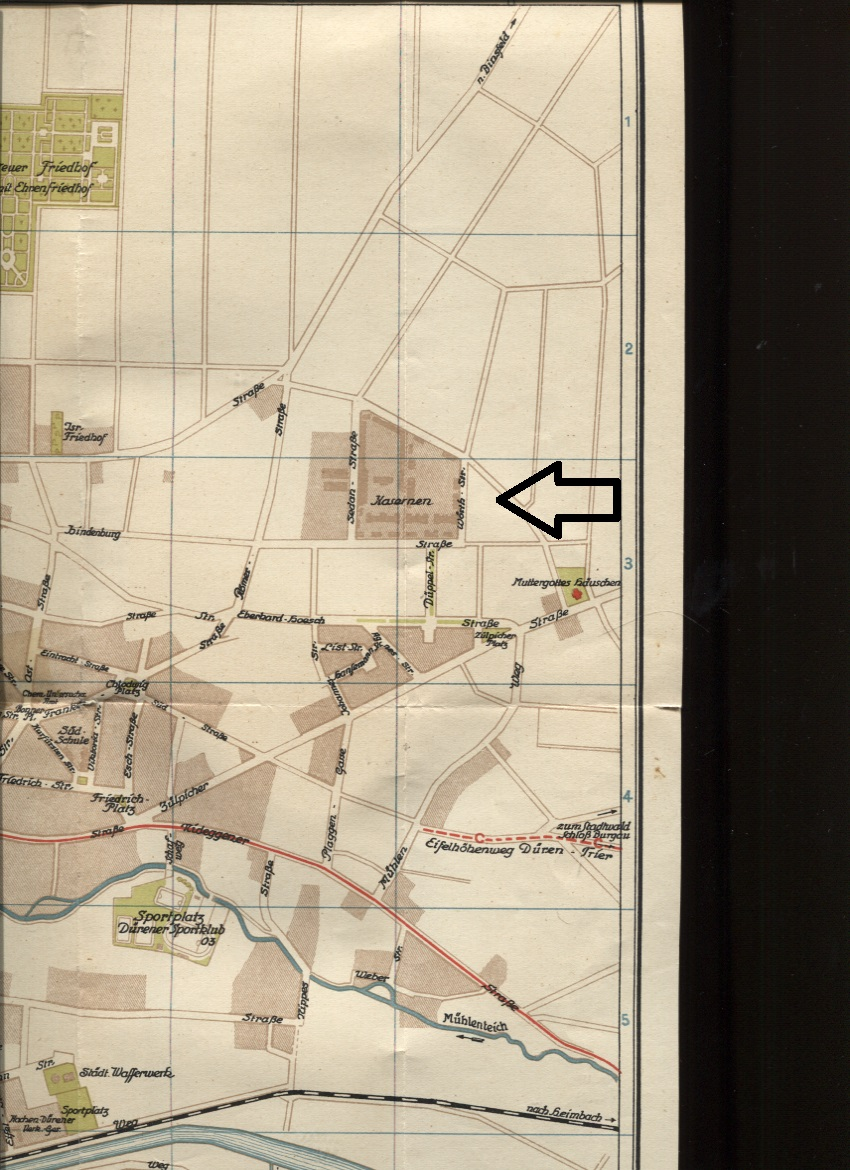
Lageplan aus den 1920er Jahren

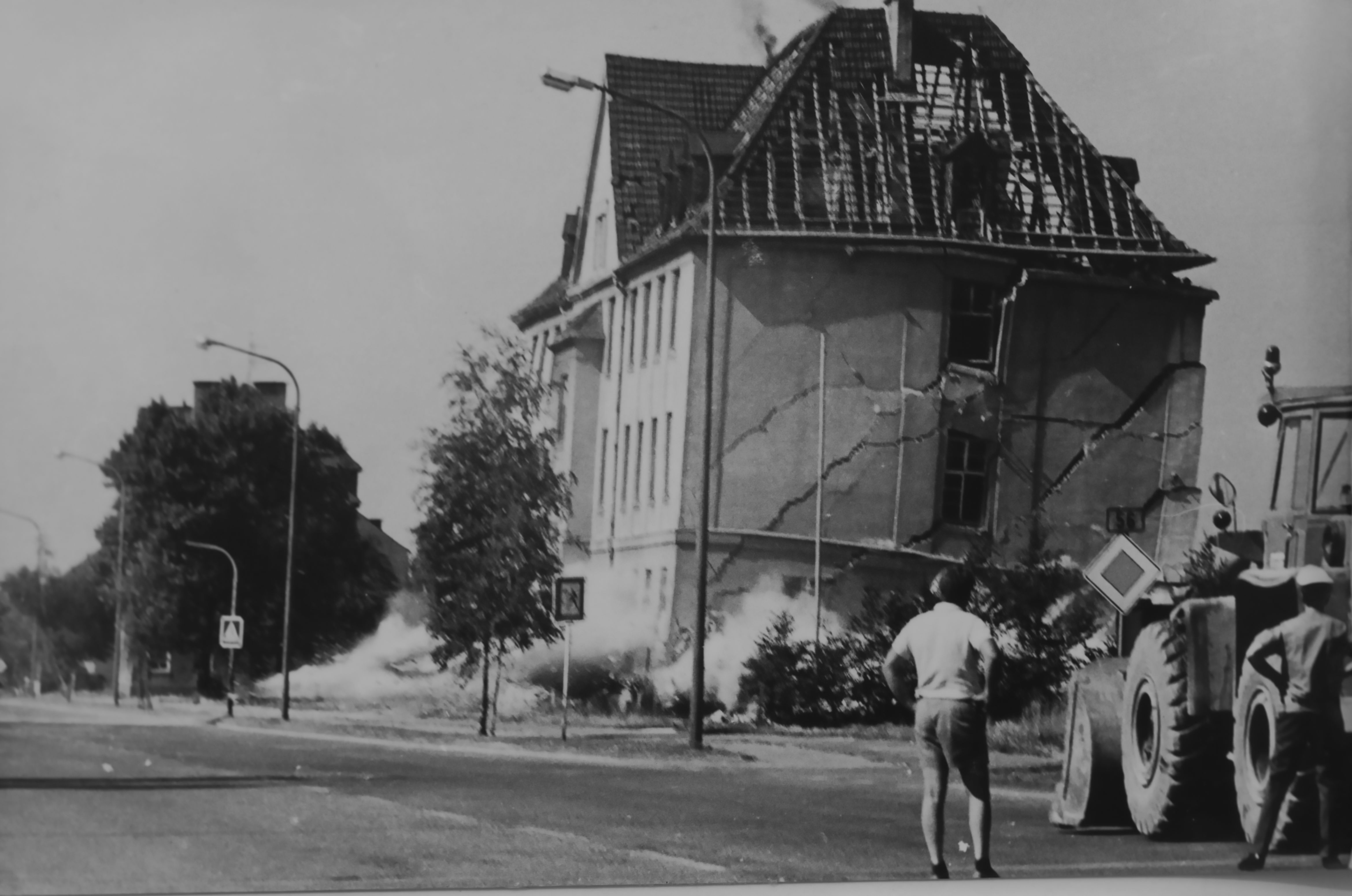
Sprengung 1973

Die Riemann-Kaserne stand in der Kreisstadt Düren in Nordrhein-Westfalen.
Am 13. Januar 1912 informierte Oberbürgermeister August Klotz die Stadtverordnetenversammlung über die verstärkte Suche nach Garnisonsorten im Rheinland. Drei Tage später trug er dem Kriegsministerium vor, in Düren eine Garnison anzusiedeln. Nach zahlreichen Änderungen betreffs der Größen etc. wurde 1913 die Kaserne an der Königgrätzer Straße gebaut, die später Hindenburgstraße hieß und dann in Euskirchener Straße umbenannt wurde. Heute befinden sich dort zwei Supermärkte und die Feuerwache.
Die aus einer Infanteriekaserne und einer Artilleriekaserne bestehende Kaserne wurde am 29. Juli 1914 eingeweiht und 1938 nach Julius Riemann benannt.
Die Infanteriekaserne bestand aus folgenden Häusern bzw. Einrichtungen:
- Familienhaus für 12 unverheiratete Unteroffiziere
- Stabshaus
- Beamtenhaus
- Mannschaftshaus I und II für vier Kompanien
- Wirtschaftsgebäude
- Mannschaftshaus III
- Fahrzeugschuppen der Maschinengewehrkompanie
- Stall der Maschinengewehrkompanie
- Waffenmeisterei und Beschlagschmiede
- Kammergebäude
- Patronenhaus
- Exerzierschuppen
- Schuppen für Karren und Feuerlöschgeräte

Die Artilleriekaserne bestand aus:
- Familienhaus für zehn Familien
- Wirtschaftsgebäude
- Stabshaus
- Schuppen für Fahrzeuge
- Mannschaftshaus
- Waffenmeisterei
- Reithäuser mit Stall
- Pferdeställe für die Batterie
- Fahrzeug- und Kammergebäude
- Krankenstall
- Beschlagschmiede

Am 1. August 1914 veröffentlichte die Dürener Zeitung einen längeren Bericht über die neue Garnisonsstadt Düren.
Die als Wohnraum genutzte Infanterie-Kaserne an der Hindenburgstraße wurde am 27./28. Februar 1937 auf Anordnung der Militärbehörde geräumt. Bis 1. April musste die Artillerie-Kaserne an der Hindenburgstraße, in der noch ca. 90 Familien wohnten, geräumt werden. Am 1. Juni 1938 zog das 3. Bataillon des Infanterieregiments 78 in die Riemann-Kaserne an der Hindenburgstraße ein. In Düren fielen am 12. Mai 1940 die ersten Bomben in der Nähe der Riemann-Kaserne. Bei der Zerstörung der Stadt am 16. November 1944 wurde nur ein Block getroffen, wohingegen die Panzer-Kaserne fast völlig zerstört wurde.
Für den 6. November 1947 ist notiert: „Um die große Wohnungsnot in der Stadt Düren in etwa zu beheben, ist vom Oberfinanzpräsidenten auf Antrag hin die Riemann-Kaserne für den Ausbau von Wohnungen freigegeben worden. Nach abgeschlossener Verhandlung mit dem Oberfinanzpräsidenten seitens der Stadtverwaltung wird sofort mit den Arbeiten begonnen werden.“
Am 4. Oktober 1931 wurde in der seinerzeit leerstehenden Riemann-Kaserne an der Euskirchener Straße zunächst eine Notkirche eingerichtet, die dem hl. Antonius von Padua geweiht war. Die Südschule war ab Ostern 1947 in der Kaserne beheimatet. Am 15. Dezember 1958 wurde in Block 1 der Riemann-Kaserne der Kindergarten St. Michael eröffnet.
Mit der Beseitigung der alten Riemann-Kaserne wurde am 17. Mai 1973 begonnen und diese mit der Sprengung des letzten Blockes am 9. Januar 1974 abgeschlossen.